# マリー・ド・リュクサンブール＝サン＝ポル
マリー・ド・リュクサンブール（Marie de Luxembourg(-Saint-Pol), ? - 1547年4月1日）は、ヴァロワ朝期のフランスの貴族女性。サン＝ポル女伯、マルル女伯、ソワソン女伯。サン＝ポル伯ピエール2世とその妻でサヴォイア公ルドヴィーコの娘であるマルグリット・ド・サヴォワの間の娘。

## 生涯
1482年に父を亡くし、3つの伯爵領を相続した。1484年、母方の叔父にあたるローモン伯ジャック（サヴォイア公ルドヴィーコの息子の一人）と結婚したが、2年後の1486年に死別した。翌1487年、ブルボン家の公子でプランス・デュ・サンの称号を持つヴァンドーム伯フランソワと再婚した。

## 子女
最初の夫ローモン伯との間に娘を1人もうけた。
- フランソワーズ・ルイーズ（1486年頃 - 1511年） - 1503年、ナッサウ＝ブレダ伯ヘンドリック3世と結婚

2番目の夫ヴァンドーム伯との間に6人の子女をもうけた。
- シャルル（1489年 - 1537年） - ヴァンドーム公
- ジャック（1490年 - 1491年）
- フランソワ（1491年 - 1545年） - サン＝ポル伯、エストゥトヴィル公
- ルイ（英語版）（1493年 - 1557年） - サンス大司教、枢機卿
- アントワネット（1493年 - 1583年） - 1513年、ギーズ公クロードと結婚
- ルイーズ（1495年 - 1575年） - フォントヴロー女子修道院長